# Tristemma mauritianum
Tristemma mauritianum là một loài thực vật có hoa trong họ Mua. Loài này được J.F. Gmel. miêu tả khoa học đầu tiên năm 1791.